# ۱۴ دلو

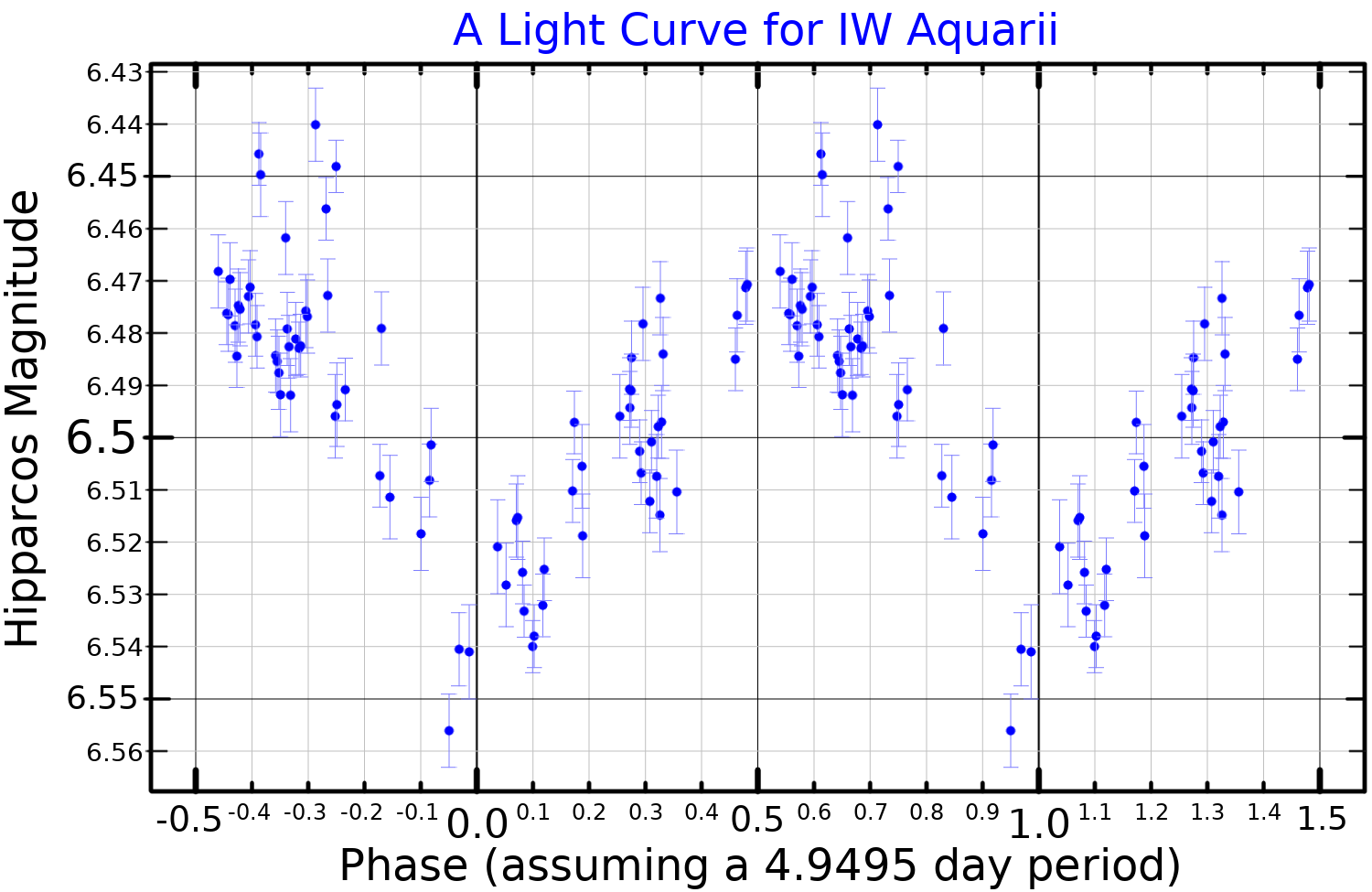
تصویر نگاری

۱۴ دلو یک ستاره است که در صورت فلکی دلو قرار دارد.